# Субтропічні вічнозелені ліси Південного Китаю та В'єтнаму
Субтропічні вічнозелені ліси Південного Китаю та В'єтнаму (ідентифікатор WWF: IM0149) — індомалайський екорегіон тропічних та субтропічних вологих широколистяних лісів, розташований в Південному Китаї та Північному В'єтнамі. 

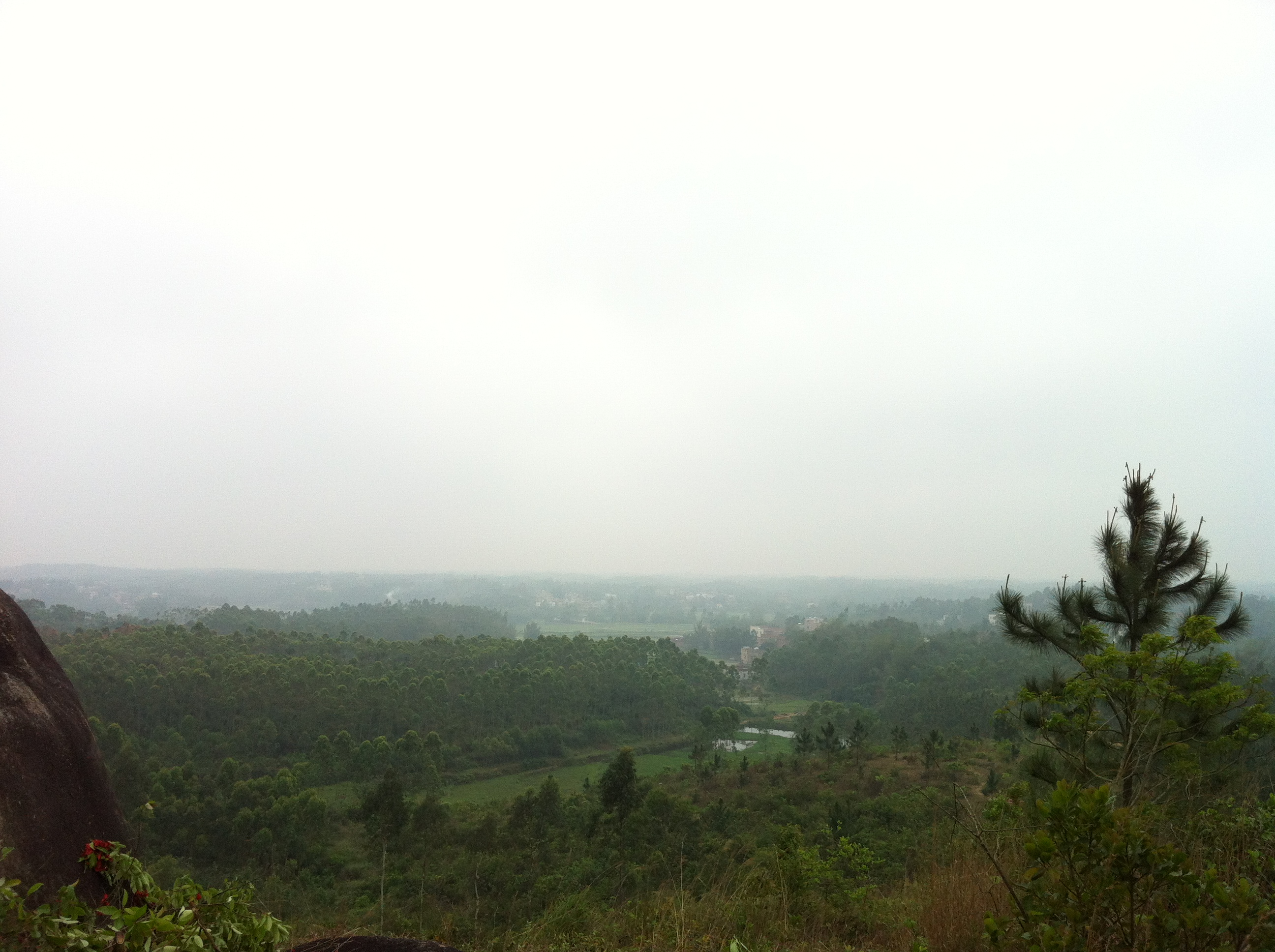
Субтропічні ліси в повіті Ляньцзян (Гуандун)

## Географія
Екорегіон субтропічних вічнозелених лісів Південного Китаю та В'єтнаму охоплює невисокі гори та горбисті рівнини Ліннаню, які простягаються від Північно-Східного В'єтнаму через південну частину Гуансі-Чжуанського автономного району до півдня провінції Гуандун. Крім того, екорегіон охоплює в'єтнамський архіпелаг Катба, розташований в бухті Халонг на північному сході Тонкінської затоки, та значну частину китайського острова Хайнань, відділеного від півострова Лейчжоу Хайнанською протокою. Гористу внутрішню частину Хайнаню виділяють у окремий екорегіон мусонних дощових лісів острова Хайнань. В Південнокитайських горах, розташованих на північ від регіону, поширені субтропічні вічнозелені ліси Цзяннаню, а в горах Юньнань-Гуйчжоуського плато, розташованого на північний захід від регіону, поширені субтропічні вічнозелені ліси Юньнанського плато. На захід від регіону поширені субтропічні ліси Північного Індокитаю та прісноводні заболочені ліси дельти Червоної річки.
Західна частина регіону входить до басейну Хонгхи, або Червоної річки, а східна частина — до басейну Чжуцзяну, або Перлинної річки. Чжуцзян, третя за довжиною річка Китаю, бере свій початок на Юньнанському плато, тече на південний схід і впадає у Південнокитайське море, утворюючи велику дельту, в якій розташований архіпелаг Ваньшань. З геологічної точки зору основу регіону складають давні метаморфічні породи фундаменту та осадові породи, які сформувалися в пізньому палеозої та на початку тріасу. Ерозія вапнякових порід призвела до формування численних карстових форм рельєфу.
Територія екорегіону є однією з найбільш густонаселених у світі. В дельті Чжуцзяну розташовані такі міста, як Гуанчжоу, Шеньчжень і Гонконг, загальне населення яких становить близько 60 мільйонів осіб.

## Клімат
На більшій частині екорегіону переважає вологий субтропічний клімат (Cwa за класифікацією кліматів Кеппена), а на Хайнані — тропічний саванний клімат (Aw за класифікацією Кеппена). Середньорічна кількість опадів коливається від 1800 мм в басейні Хонгхи до 2850 мм на китайсько-в'єтнамському кордоні. Більшість опадів випадає влітку, в період мусонів. Взимку триває короткий сухий сезон. На півночі регіону сезонність більш виражена, літо спекотне і вологе, а зима прохолодна. Влітку та восени в регіоні часто трапляються тайфуни.

## Флора
Основними рослинними угрупованнями екорегіону є субтропічні вічнозелені ліси, флора яких тісно пов'язана з флорою Південного і Центрального Китаю. Наразі в регіоні збереглося дуже мало первинних лісів: більшість з них були знищені або значно деградовані. В субтропічних лісах регіону переважають дерева з родин Букові (Fagaceae), Лаврові (Lauraceae) та Мелієві (Meliaceae), зокрема китайські кастанопсіси (Castanopsis chinensis), пишні шіми (Schima superba), сизигіуми Редера (Syzygium rehderianum), кантієві аїдії (Aidia canthioides), стрункі криптокарії (Cryptocarya concinna), китайські криптокарії (Cryptocarya chinensis), голчасті крейбіодендрони (Craibiodendron scleranthum), юньнанські апороси (Aporosa yunnanensis), п'ятиконечні ардизії (Ardisia quinquegona) та кохінхінські бластуси (Blastus cochinchinensis). Дерева в цих лісах зазвичай досягають висоти 30-35 м, але в лісах, що ростуть на вапнякових субстратах, дерева є відносно нижчими, і досягають висоти 15-20 м. 

## Фауна
Серед поширених в екорегіоні ссавців слід відзначити індійського замбара (Rusa unicolor), суматранського серау (Capricornis sumatraensis), карликову кабаргу (Moschus berezovskii), китайського мунтжака (Muntiacus reevesi), північного рудого мунтжака (Muntiacus vaginalis), дику свиню (Sus scrofa), макаку-резуса (Macaca mulatta), ассамського макаку (Macaca assamensis), ведмежого макаку (Macaca arctoides), китайського зайця (Lepus sinensis), східну смугасту білку (Tamiops maritimus), малайського їжатця (Hystrix brachyura) та китайського панголіна (Manis pentadactyla). Серед хижих ссавців, поширених в регіоні, слід відзначити уссурійського єнота (Nyctereutes procyonoides), гімалайського ведмедя (Ursus thibetanus), бенгальського кота (Prionailurus bengalensis) та дуже рідкісних індокитайських леопардів (Panthera pardus delacouri) і димчастих пантер (Neofelis nebulosa). 
Серед майже ендемічних ссавців, що зустрічаються в екорегіоні, слід відзначити тонкінського лангура (Trachypithecus francoisi), тонкінського рінопітека (Rhinopithecus avunculus) та хайнанського зайця (Lepus hainanus). Ендеміками екорегіону є східні чорночубі гібони (Nomascus nasutus), поширені на китайсько-в'єтнамському кордоні, білоголові лангури (Trachypithecus leucocephalus), поширені на південному заході Гуансі, та золотоголові лангури (Trachypithecus poliocephalus), ендеміки острова Катба. Останні є найрідкіснішими мавпами світу, а їх популяція становить лише близько 60 особин. Раніше в екорегіоні зустрічалися індокитайські тигри (Panthera tigris corbetti) та японські олені (Cervus nippon pseudaxis), однак наразі вони в регіоні вимерли. 
Орнітофауна екорегіону вирізняється високим різноманіттям. Зокрема, лише в Гонконзі зареєстровано близько 600 видів птахів, або більше третини від загальної кількості птахів, зареєстрованих в Китаї. Серед поширених в екорегіоні птахів слід відзначити звичайного фазана (Phasianus colchicus), китайського турача (Francolinus pintadeanus), сріблястого лофура (Lophura nycthemera), банківську курку (Gallus gallus), рудокрилого коукала (Centropus sinensis), рожевоголового папугу (Psittacula roseata), Шаблон:Папужець рожевоволий (Psittacula alexandri), хайнанську сіпараю (Aethopyga christinae), китайського окулярника (Zosterops simplex), чорноголову вивільгу (Oriolus chinensis), китайського бюльбюля (Pycnonotus sinensis), індокитайського бюльбюля (Pycnonotus aurigaster), рудошию тимелію-криводзьоба (Pomatorhinus ruficollis), маскову чагарницю (Pterorhinus perspicillatus), мандаринського дрозда (Turdus mandarinus) та іржасту мунію (Lonchura punctulata). Ендеміками екорегіону є китайські тимелії-темнодзьоби (Stachyris nonggangensis).

## Збереження
Оцінка 2017 року показала, що 13 453 км², або 6 % екорегіону, є заповідними територіями. Природоохоронні території включають: Національний парк Байюньшань в Китаї, а також Національний парк Тамдао, Національний парк Бабе та Національний парк Катба у В'єтнамі.